# Karpoš
Karpoš (Macedonisch: Карпош) is een gemeente in Noord-Macedonië en maakt deel uit van het hoofdstedelijk gebied Groot Skopje.
Karpoš telt 59.666 inwoners (2002). De oppervlakte bedraagt 105 km², de bevolkingsdichtheid is 568,2 inwoners per km².